# The Cult
The Cult – brytyjski zespół rockowy założony w Bradford w 1983 roku jako Southern Death Cult. Nazwa wraz z kształtowaniem się składu i charakteru grupy stopniowo ulegała skróceniu – najpierw do Death Cult, a następnie po prostu Cult. Muzyka tworzona przez The Cult to rock w wielu postaciach, od gotyckich ballad przez prosty mocno gitarowy rock po heavy metal.

## Skład
- Ian Astbury – wokal prowadzący, instrumenty perkusyjne, gitara rytmiczna (1983–1995, od 1999)
- Billy Duffy – gitara (od 1983 do 1995 oraz od 1999)
- Grant Fitzpatrick – gitara basowa (od 2015)
- Damon Fox – instrumenty klawiszowe, gitara (od 2015)
- John Tempesta – perkusja (od 2006)

- Les Warner – perkusja
- Ray Mondo – perkusja
- Nigel Preston – perkusja
- Eric Singer – perkusja
- Mickey Curry – perkusja
- Chris Taylor – perkusja
- Matt Sorum – perkusja (od 1989 do 1990 oraz od 1999 do 2002)
- Mark Brzezicki – perkusja
- James Kottak – perkusja
- Larry Abberman – perkusja
- Michael Lee – perkusja
- Scott Garrett – perkusja (od 1993 do 1994 oraz w 2002)
- Charley Drayton – gitara basowa
- Todd Hoffman – gitara basowa
- Kinley Wolfe – gitara basowa
- Jamie Stewart – gitara basowa, gitara (od 1983 do 1990)
- Kid Chaos – gitara basowa
- Martyn LeNoble – gitara basowa (od 1999 do 2000 oraz w 2001)
- Billy Morrison – gitara basowa (od 2001 do 2002)
- Craig Adams – gitara basowa (od 1993 do 1994 oraz w 2002)
- Chris Wyse – gitara basowa (w 2000 oraz od 2006 do 2015)
- John Webster – instrumenty klawiszowe
- John Sinclair – instrumenty klawiszowe
- Mike Dimkich – gitara (w 1993 oraz od 1999 do 2013)
- James Stevenson – gitara (od 1994 do 1995 oraz od 2013 do 2015)
- Jimmy Ashhurst – gitara basowa (w 2015)

## Dyskografia
| Dreamtime                               | - Data: 10 września 1984 - Wydawca: Beggars Banquet Records     | –   | –  | 21 | - UK: srebrna płyta                                                |
| Love                                    | - Data: 18 października 1985 - Wydawca: Beggars Banquet Records | 87  | 5  | 4  | - CAN: 2x platynowa płyta - USA: złota płyta - UK: złota płyta     |
| Electric                                | - Data: 6 kwietnia 1987 - Wydawca: Beggars Banquet Records      | 38  | 3  | 4  | - CAN: 2x platynowa płyta - USA: platynowa płyta - UK: złota płyta |
| Sonic Temple                            | - Data: 10 kwietnia 1989 - Wydawca: Beggars Banquet Records     | 10  | 2  | 3  | - CAN: 2x platynowa płyta - USA: platynowa płyta - UK: złota płyta |
| Ceremony                                | - Data: 24 września 1991 - Wydawca: Beggars Banquet Records     | 25  | 14 | 9  | - CAN: platynowa płyta - USA: platynowa płyta - UK: złota płyta    |
| The Cult                                | - Data: 12 października 1994 - Wydawca: Beggars Banquet Records | 69  | 12 | 21 | - CAN: złota płyta                                                 |
| Beyond Good and Evil                    | - Data: 5 czerwca 2001 - Wydawca: Atlantic Records              | 37  | –  | 69 |                                                                    |
| Born into This                          | - Data: 2 października 2007 - Wydawca: Roadrunner Records       | 70  | –  | 72 |                                                                    |
| Choice of Weapon                        | - Data: 22 maja 2012 - Wydawca: Cooking Vinyl                   | 36  | –  | 20 |                                                                    |
| Hidden City                             | - Data: 5 lutego 2016 - Wydawca: Cooking Vinyl                  | 153 | –  | 19 |                                                                    |
| Under the Midnight Sun                  | - Data: 7 października 2022 - Wydawca: Black Hill Records       |     |    |    |                                                                    |
| „–” oznacza, że album nie był notowany. |                                                                 |     |    |    |                                                                    |